# Julius Berend Cohen
Julius Berend Cohen (Manchester, 6 de maio de 1859 — Coniston, 14 de junho de 1935) foi um químico inglês.
Estudou química com Hans von Pechmann na Universidade de Munique. Henry Drysdale Dakin foi seu aluno.

## Obras
- The air of towns, 1895
- Theoretical organic chemistry, 1902
- Organic Chemistry for Advanced Students I and II, 1907
- Practical organic chemistry, 1908
- Smoke, a Study of Town Air, 1912